# 砂塵に血を吐け
『砂塵に血を吐け』（イタリア語: 1000 dollari sul nero）は、アルバート・カーディフ監督による1966年のマカロニ・ウェスタンである。

## キャスト
| 役名       | 俳優                     | 日本語吹替   | 日本語吹替 |
| 役名       | 俳優                     | フジテレビ版 | TBS版      |
| ---------- | ------------------------ | ------------ | ---------- |
| ジョニー   | アンソニー・ステファン   | 納谷悟朗     | 納谷悟朗   |
| サルタナ   | ジャンニ・ガルコ         | 千葉耕市     | 伊武雅之   |
| リタ       | エリカ・ブラン           | 沢田敏子     | 沢田敏子   |
| ロンダ     | キャロル・ブラウン       |              | 津田延代   |
| マヌエラ   | アンジェリカ・オット     |              | 大橋芳枝   |
| ウッド判事 | カルロ・ダンジェロ       |              | 仁内達之   |
| 保安官     | フランコ・ファレル       |              | 大木民夫   |
| ラルフ     | ジグハルト・ラップ       |              | 飯塚昭三   |
| マリー     | ダニエラ・イグリオッツィ |              | 吉田理保子 |
| ジェリー   | ジェリー・ウィルソン     | 山田俊司     |            |
|            |                          |              |            |
| 演出       | 演出                     |              | 中野寛次   |
| 翻訳       | 翻訳                     |              | 飯嶋永昭   |
| 制作       | 制作                     |              | 東北新社   |

- フジテレビ版：初回放送1972年12月29日『ゴールデン洋画劇場』
- TBS版：初回放送1975年12月29日『月曜ロードショー』※DVD収録